# امنیتورم
امنیتورم (انگلیسی: Omniturm) ساختمان اداری ۲۴ طبقه مستقر در شهر فرانکفورت است، که پروژه ساخت آن در سال ۲۰۱۷ آغاز شد و در سال ۲۰۱۹ به بهره‌برداری رسید. ساختمان امنیتورم ششمین ساختمان مرتفع در آلمان می‌باشد.